# Anne de Rochechouart de Mortemart
Anne de Rochechouart de Mortemart, född 1847, död 1933, var en fransk målare. 
Hon var ordförande för Union des femmes peintres et sculpteurs 1901–1903 och 1907–1933.